# 鎌倉恋愛委員会
鎌倉恋愛委員会（かまくられんあいいいんかい）は、1991年10月8日から同年12月24日にかけてTBS系列で放送されたオムニバスドラマありのトーク番組。藤井郁弥（藤井フミヤ）、本木雅弘を司会として様々な恋愛物語を毎回ゲストを交えて語り合う。初回放送は2時間スペシャルの拡大版として放送された。

## 出演者

### 司会（トークパート）
- 藤井郁弥（現：藤井フミヤ）
- 本木雅弘

## 放送内容
| 放送日時 | テーマ                             | ゲスト                                  | ドラマ                                                    | 主演                                             | その他の出演者                      | その他の出演者 |
| -------- | ---------------------------------- | --------------------------------------- | --------------------------------------------------------- | ------------------------------------------------ | ----------------------------------- | -------------- |
| 10月8日  | 素敵な恋愛をしてほしい             |                                         | 信号待ちのジョー                                          | 東幹久 山口弘美                                  | 中尾賢樹 安部純 松下美和子 青木まい |                |
| 10月8日  | 素敵な恋愛をしてほしい             | ネクタイ                                | 所ジョージ 浜田万葉                                       | 今本洋子 深尾眞理                                |                                     |                |
| 10月8日  | 素敵な恋愛をしてほしい             | ラインダンス                            | 露口茂 水野久美                                           |                                                  |                                     |                |
| 10月8日  | 素敵な恋愛をしてほしい             | ボーイズ オブ サマー                    | 藤井郁弥 本木雅弘 松雪泰子                                |                                                  |                                     |                |
| 10月15日 | 二人とも愛してはいけないのですか!? |                                         | 君はNO、言えるかい？                                      | 生田智子 柳沢慎吾                                | 飯島直子 堀井佳奈                   |                |
| 10月15日 | 二人とも愛してはいけないのですか!? | トゥルー・ハピネス                      | 高橋ひとみ 松田ケイジ                                     | 川俣しのぶ                                       |                                     |                |
| 10月22日 | それでも理由にこだわりますか?      |                                         | 彼女があいつを好きな理由                                  | 斉藤慶子 間寛平                                  | 山下容莉枝                          |                |
| 10月22日 | それでも理由にこだわりますか?      | リップスティック                        | 具志堅ティナ 佐藤忍                                       | 林聡美                                           |                                     |                |
| 10月29日 | ある？ない？こんな劇的な再会       | 高見恭子 松田ケイジ                     | いちばん会いたかった人                                    | 布川敏和 長田江身子                              |                                     |                |
| 10月29日 | ある？ない？こんな劇的な再会       | 高見恭子 松田ケイジ                     | チケット                                                  | かとうれいこ 湯江健幸                            |                                     |                |
| 11月5日  |                                    |                                         | 僕の女神                                                  | ミスターちん 洞口依子                            | レオナルド熊                        |                |
| 11月5日  | いつしか雨もあがり…                | 藤井尚之 雅子                           |                                                           |                                                  |                                     |                |
| 11月5日  | うそつきルージュ                   | 千堂あきほ                              | 小林こずえ                                                |                                                  |                                     |                |
| 11月12日 | 女はナンパを待っている             |                                         | 出会いはオンタイム                                        | 永作博美 葛山信吾                                | 中上雅巳 相沢なほこ                 |                |
| 11月12日 | 女はナンパを待っている             | みんなナシ！                            | 石田ゆり子 勝俣州和                                       |                                                  |                                     |                |
| 11月12日 | 女はナンパを待っている             | 出会いは2WAY                            | 河合美智子 伊藤かずえ                                     |                                                  |                                     |                |
| 11月19日 | ちょっとアブナイ恋をしませんか？   |                                         | シンデレラ・クイーン                                      | 秋野太作 真行寺君枝                              | 伊藤美紀                            |                |
| 11月19日 | ちょっとアブナイ恋をしませんか？   | ママがアブナイ                          | 西尾拓美                                                  | 森山祐子 黒田百合香 中島きくえ 松本真美 石田ケイ |                                     |                |
| 11月26日 |                                    |                                         | 妹のウエディングドレス                                    | 又野誠治 本田理沙                                | 田谷知子                            |                |
| 11月26日 | 母が化粧をする時                   | 五月みどり                              | 佐野智郎 桂木寿子                                         |                                                  |                                     |                |
| 11月26日 | 恋は伝染るんです                   | 生稲晃子 渋谷哲平                       |                                                           |                                                  |                                     |                |
| 12月3日  |                                    |                                         | どっちをとるの？                                          | 小川範子 榊原利文                                | 朝井翔                              |                |
| 12月3日  | 別れ上手・技あり                   | 中村あずさ                              | 速川明子 辻脇千恵 谷川清美 佐藤てるみ 塚本千代 酒井由美子 |                                                  |                                     |                |
| 12月10日 |                                    |                                         | 愛される資格                                              | 高橋ひとみ 忍野タケル                            |                                     |                |
| 12月10日 | サザン・ウインド                   | 山口美江 松田ケイジ 高橋ひとみ 柳沢慎吾 | 丸晶子                                                    |                                                  |                                     |                |
| 12月10日 | 放課後                             | 佐藤忍 原田和代                         | 笹川敦子                                                  |                                                  |                                     |                |
| 12月17日 |                                    | 間寛平 ヒロミ                           | 好きや、好きや、好きや                                    | つみきみほ 京晋佑                                | 小林こずえ 中上ちか 中川喜美子      |                |
| 12月17日 | 誰よりも僕を愛す                   | 間寛平 ヒロミ                           | 大土井裕二 伊藤美奈子                                     | 夏木ゆたか                                       |                                     |                |
| 12月24日 | 素敵なクリスマス物語               |                                         | この冬、2番目に足の速かったオレ!!                         | 佐野智郎 花島優子                                |                                     |                |
| 12月24日 | 素敵なクリスマス物語               | ポスターカラー                          | 竹中直人 奥田佳子                                         | 布施絵理 上月十璃子 大久保了 萩原靖高            |                                     |                |
| 12月24日 | 素敵なクリスマス物語               | 海辺にて                                | 大鶴義丹 渡辺典子                                         |                                                  |                                     |                |

## スタッフ
- 演出：伊藤輝夫
- コンセプター：秋元康
- 構成：城戸口寛、田中直人、竹友美加
- 技術：八峯テレビ
  - ＴＰ：飯沢孟
  - ＳＷ：山城英司
  - ＣＡＭ：坂本逸朗
  - ＡＵＤ：河合由行（ＢＵＬＬ）
  - ＶＥ：田中秀穂
  - ＬＤ：梶光正（彩光）
- 美術：ウッドオフィス
  - 制作：渡辺勝
  - デザイン：坂本一樹
  - 進行：判田浩、田村哲也
- 大道具：シティ・アート
- 電飾：ワンダーライト
- メイク・スタイリスト：中澤文江、城戸一美
- スタイリスト：大川ひとみ、馬場圭介、野口強
- メイク：小久保英人
- ヘア・メイク：秋山喜和
- 編集：天野忠紀（映像通信）
- ＭＡ：中村和弘（映像通信）
- ＴＫ：福井淳子
- 音効：田中稔・十川公男（ＶＡＭＰ）
- 選曲：藤原ヒロシ
- 番宣：広瀬隆一・本田三奈（ＴＢＳ）
- スチール：斉藤直己（ＴＢＳ）
- 制作協力：スリースタープロ、メンズ・アート
- ＡＰ：的場義広
- 制作デスク：三浦紀子
- チーフディレクター：高須信行
- ディレクター：近藤康裕、星野直美、池田浩
- セカンド：池田純、菅隆之、後藤健一郎
- プロデューサー：茂川博史（ＴＢＳ）、原田政彦（ＬＯＣＯＭＯＴＩＯＮ）
- 製作著作：ＬＯＣＯＭＯＴＩＯＮ、ＴＢＳ